# Berneval-le-Grand
Berneval-le-Grand là một xã thuộc tỉnh Seine-Maritime trong vùng Normandie miền bắc nước Pháp.

### Huy hiệu
| Arms of Berneval-le-Grand | The arms of Berneval-le-Grand are blazoned: Azure, a pale lozengy argent and gules, between, in bend 2 garbs of wheat Or, and in bend sinister 2 ships argent. |

## Dân số
| Năm | 1962 | 1968 | 1975 | 1982 | 1990 | 1999 | 2006 |
| --- | ---- | ---- | ---- | ---- | ---- | ---- | ---- |
| Dân số | 641  | 666  | 760  | 893  | 998  | 1047 | 1198 |
| From the year 1962 on: No double counting—residents of multiple communes (e.g. students and military personnel) are counted only once. |      |      |      |      |      |      |      |